# Paracanthonchus caecus
Paracanthonchus caecus är en rundmaskart som beskrevs av Heinrich Micoletzky. Paracanthonchus caecus ingår i släktet Paracanthonchus och familjen Cyatholaimidae. Arten är reproducerande i Sverige. Inga underarter finns listade i Catalogue of Life.